# ليو إي. ألين
ليو إي. ألين (بالإنجليزية: Leo E. Allen)‏ هو محامي وسياسي أمريكي، ولد في 5 أكتوبر 1898 بإليزابث في الولايات المتحدة، وتوفي في 19 يناير 1973 بغالينا في الولايات المتحدة. حزبياً، نشط في الحزب الجمهوري. وقد انتخب عضو مجلس النواب الأمريكي (4 مارس 1933 – 3 يناير 1961).